# ألبرت بيل
ألبرت بيل (بالإنجليزية: Albert Belle)‏ هو لاعب كرة قاعدة أمريكا، ولد في 25 أغسطس 1966 في شريفبورت في الولايات المتحدة.

## وصلات خارجية
- ألبرت بيل على موقعبيزبول رفرنس.كوم (الدوري الرئيسي) (الإنجليزية)
- ألبرت بيل على موقع مشجعي الرسوم البيانية (الإنجليزية)
- ألبرت بيل على موقع قاعة لويزيانا للمشاهير الرياضية (الإنجليزية)